# جيمس ميريل
جيمس إنغرام ميريل (بالإنجليزية: James Merrill)‏ (3 مارس، 1926 – 6 فبراير، 1995) كان شاعرًا أمريكيًا. حصل على جائزة بوليتزر للشعر عام 1977 للكوميديات الإلهية. يُصنَّف شعره ضمن مجموعتين من الأعمال المتميزة: الشعر المهذب والشكلي لمسيرته المهنية المبكرة، والسرد الملحمي للتواصل الغامض مع الأرواح والملائكة، بعنوان الضوء المتغير في ساندوفر (المنشور في ثلاث مجلدات من 1976 إلى 1980)، والذي هيمن على مسيرته المهنية اللاحقة. ورغم أن أغلب أعماله المنشورة شعر، كتب أيضًا مقالات وروايات ومسرحيات.

## النشأة
وُلد جيمس إنغرام ميريل في مدينة نيويورك، لتشارلز إي. ميريل (1885-1956)، الشريك المؤسس لشركة ميريل لينش للاستثمار، ووالدته هيلين إنغرام ميريل (1898-2000)، صحافية مجتمعية وناشرة من جاكسونفيل، فلوريدا. وُلد في مسكن أصبح لاحقًا موقع انفجار مسكن قرية غرينيتش، والتي رثاها ميريل في قصيدة «18 غرب الشارع الحادي عشر» (1972).
تزوج والدا ميريل عام 1925، وهي السنة التي سبقت ولادته؛ تربى مع أخوين غير شقيقين أكبر منه سنًا من زواج والدته الأول، وهم دوريس ميريل ماجوان وتشارلز إي. ميريل الابن. عندما كان صبيًا، تمتع ميريل بامتيازات من الناحية التعليمية والاقتصادية. كان عقار والده البالغة مساحته 30 أكرًا في ساوثامبتون، نيويورك، على سبيل المثال، والمعروف باسم «البستان» قد صُمم من قبل ستانفورد وايت ونُسّق بواسطة فريدريك لو أولمستيد. (أُنشئ العقار عام 1980 مع 29 شقة فخمة تحيط بالحدائق المركزية، بينما أبقي على قاعة الرقص الواسعة ومناطق الاستقبال العامة). علَّمت مربية ميريل اللغتين الفرنسية والألمانية لميريل، وهي التجربة التي كتب عنها ميريل في قصيدته لعام 1974 ضائع في الترجمة. منذ عام 1936 وحتى 1938، ارتاد ميريل مدرسة سانت برنارد، وهي مدرسة مرموقة في نيويورك.
قال ميريل لإعلامي عام 1982» أجد من الصعب تصديق الطريقة التي عاش بها والدَي. بديا منشغلين تمامًا بالالتزامات، والواجبات، والحفلات«، »الإثارة، التسارع العاطفي الذي شعرت به في تلك السنوات أتى عادةً من الحيوانات أو الطبيعة، أو من الخدم في المنزل ... الذين بدت حياتهم بالمقابل منطقيًة كليًا. كانت أيدي البستانيين في الأرض. وكان الطباخ يرش الدقيق على الأشياء، ويُعد الفطائر. كان والدي يجني النقود فقط، بينما والدتي تكتب الأسماء على بطاقات الجلوس، تصمم قوائم الطعام، وتُطرِّز« انفصل والدا ميريل عندما كان عمره أحد عشر عامًا، ثم تطلقا عندما كان عمره ثلاثة عشر. في مراهقته، درس في مدرسة لورنسفيل، حيث صادق الروائي المستقبلي فريدريك بوتشنر. بدأ بكتابة الشعر، وباشر بتعاونات أدبية مبكرة. عندما كان عمر ميريل 16 عامًا، جَمع والده قصصه القصيرة وقصائده ونشرها بمثابة مفاجأة تحت اسم كتاب جيم. بالرغم من أنه سُر بهذا في البداية، لكن ميريل اعتبر الكتاب المبكر لاحقًا بمثابة إحراج له. اليوم، يُعتبر كنزًا أدبيًا يُقدر بآلاف الدولارات.

## «البجعة السوداء»
جُند ميريل عام 1944 في جيش الولايات المتحدة وخدم لثمانية أشهر. انقطعت دراسته بسبب الحرب والخدمة العسكرية، عاد ميريل إلى كلية أمهرست عام 1945 وتخرَّج بامتياز عام 1947. بشَّرت أطروحة ميريل العليا عن الروائي الفرنسي ماركول براوست بموهبته الأدبية، وأعلن أستاذه الإنجليزي بعد قراءتها لدفعة أمهرست المتخرجة أن جيم (كان معروفًا بهذا الاسم) »مُقدرٌ له نوع من العظمة«. البجعة السوداء، هي مجموعة من القصائد نشرها أستاذ ميريل في أمهرست (وعشيقه) كيمون فراير بشكل خاص في أثينا، اليونان عام 1946، وطُبع منها مئة نسخة فقط عندما كان عمر ميريل 20 عامًا. البجعة السوداء من بين أكثر عناوين ميريل ندرةً. كان القصائد الأولى أول مجلد ينشر لميريل، صدر في 990 نسخة مرقمة بواسطة ألفريد أ. كنوبف عام 1951.

## «شخص مختلف»
كان ديفيد جاكسون شريك ميريل لثلاثة عقود، كاتبُ وفنان. التقى ميريل وجاكسون في مدينة نيويورك بعد عرض لمسرية ميريل الطعم في نادي الكوميديا عام 1953. (الشاعر ديلان توماس وكاتب المسرحي آرثر ميلر خرجا من العرض). لأكثر من عقدين، قضى الاثنان فصول الشتاء في أثينا في 44 أثينايون إيفيفون. تحتل المواضيع اليونانية والمحليات والشخصيات مكانة بارزة في كتابات ميريل. في عام 1979، ترك ميريل وجاكسون اليونان وبدأا بقضاء جزءٍ من كل عام في منزل جاكسون في كي ويست، فلوريدا.
في مذكراته لعام 1993 بعنوان شخص مختلف، كشف ميريل أنه عانى من قفلة الكاتب في مرحلة مبكرة من مسيرته المهنية وبحث عن المساعدة النفسية ليتجاوز تأثيراتها (خضع للتحليل مع الدكتور توماس ديتر في روما). كتب «الحرية في أن تكون نفسك أمر جيد جدًا. الحرية الأكبر هي ألا تكون نفسك.» رسم ميريل صورة صريحة في مذكراته عن الحياة المثلية في أوائل خمسينيات القرن العشرين، وصف فيها صداقاته وعلاقاته مع عدة رجال من ضمنهم الشاعر الهولندي هانز لوديزن، والصحفي الإيطالي أومبيرتو مورا، والكاتب الأمريكي كلاود فريدريكس، والوسيط الفني روبرت إيزاكسون، وديفيد جاكسون، وشريكه منذ عام 1983 وما بعد ذلك، الممثل بيتر هوتن.

## مؤسسة إنغرام ميريل
مراسل رائع وحائزٌ على ثقة الكثيرين، «متعة ميريل الكبيرة كانت الصداقة». كان يرد على مناداته باسم «جيم» في شبابه و«جيمس» في بلوغه (و»جيه إم« في رسائل من القراء)، وكان يلقب »جيمي«، وهو لقب طفولته، لقَّبه به أصدقائه وعائلته حتى نهاية حياته. على الرغم من الثروة الشخصية الكبيرة الآتية من الثقة التي لا تتهدم التي حصل عليها في وقت مبكر من طفولته، إذ عاش ميريل باعتدال. (قبل وفاة والد ميريل، تخلى ميريل وأشقاؤه عن أي ميراث إضافي من عقار والدهم مقابل 100$ «إبراءً للدين»؛ ,وبالنتيجة، مُنح عقار تشارلز ميريل للمؤسسات الخيرية، ومن ضمنها «البستان»).
باعتباره فاعل خير، أنشأ ميريل مؤسسة إنغرام ميريل في خمسينيات القرن العشرين، وهو الاسم الذي وحَّد والديه المطلقين. عملت المؤسسة الخاصة خلال حياة الشاعر، ودعمت الأدب والفنون والتلفزيون العام، بمنح موجهة خاصةً إلى الكتاب والفنانين الذين كانت موهبتهم مبشرة. التقى ميريل بصانعة الأفلام مايا ديرين عام 1945 والشاعرة إليزابيث بيشوب بعد بضع سنوات، معطيًا مساعدة مالية مهمة لكلتيهما وموفرًا تمويلات لمئات الكتاب الآخرين، وبشكل مجهول في كثير من الأحيان.
عمل ميريل مستشارًا في أكاديمية الشعراء الأمريكان منذ عام 1979 حتى وفاته. بينما كان يقضي فصول الشتاء في أريزونا، توفي في 6 فبراير، 1995 بنوبة قلبية بسبب مرض الإيدز. دُفن رماده ورفات ديفد جاكسون جنبًا إلى جنب في مقبرة إيفرغرين، ستوننغتون. ودُفنت زوجة جاكسون السابقة وصديقة ميريل، دوريس سيويل جاكسون خلفهما.
تكريمًا لميريل، أعادت ذا نيويوركر نشر قصيدته من عام 1962، «المشهد المجنون» في عددها لتاريخ 19 مارس، 1995.

## الجوائز
بدءًا من جائزة غلاسكوك المرموقة، الممنوحة للبجعة السوداء عندما كان طالبًا جامعيًا، استمر ميريل إلى أن حصل على كل الجوائز الكبيرة للشعر في الولايات المتحدة، من ضمنها جائزة بوليتزر عام 1977 للشعر للكوميديات الإلهية. كُرِّم ميريل في منتصف مسيرته المهنية بجائزة بولينغين عام 1973. وحصل على جائزة دائرة نقاد الكتب الوطنية عام 1983 لقصيدته الملحمية الضوء المتغير في ساندوفر (يُفترض أنها مؤلفة من رسائل غيبية مستلمة بواسطة لوح ويجا). في عام 1990، حصل على أول جائزة بوبيت وطنية للشعر ممنوحة من قبل مكتبة الكونغرس للغرفة الداخلية. حظي بجائزة الكتاب الوطني للشعر مرتين، في عام 1967 لليال وأيام وفي عام 1979 لميرابيل. اختير زميلًا للأكاديمية الأمريكية للفنون والعلوم عام 1978.

## وفاته
توفي يوم 6 فبراير 1995 في مدينة توسان (أريزونا) بــالولايات المتحدة.

## معرض صور

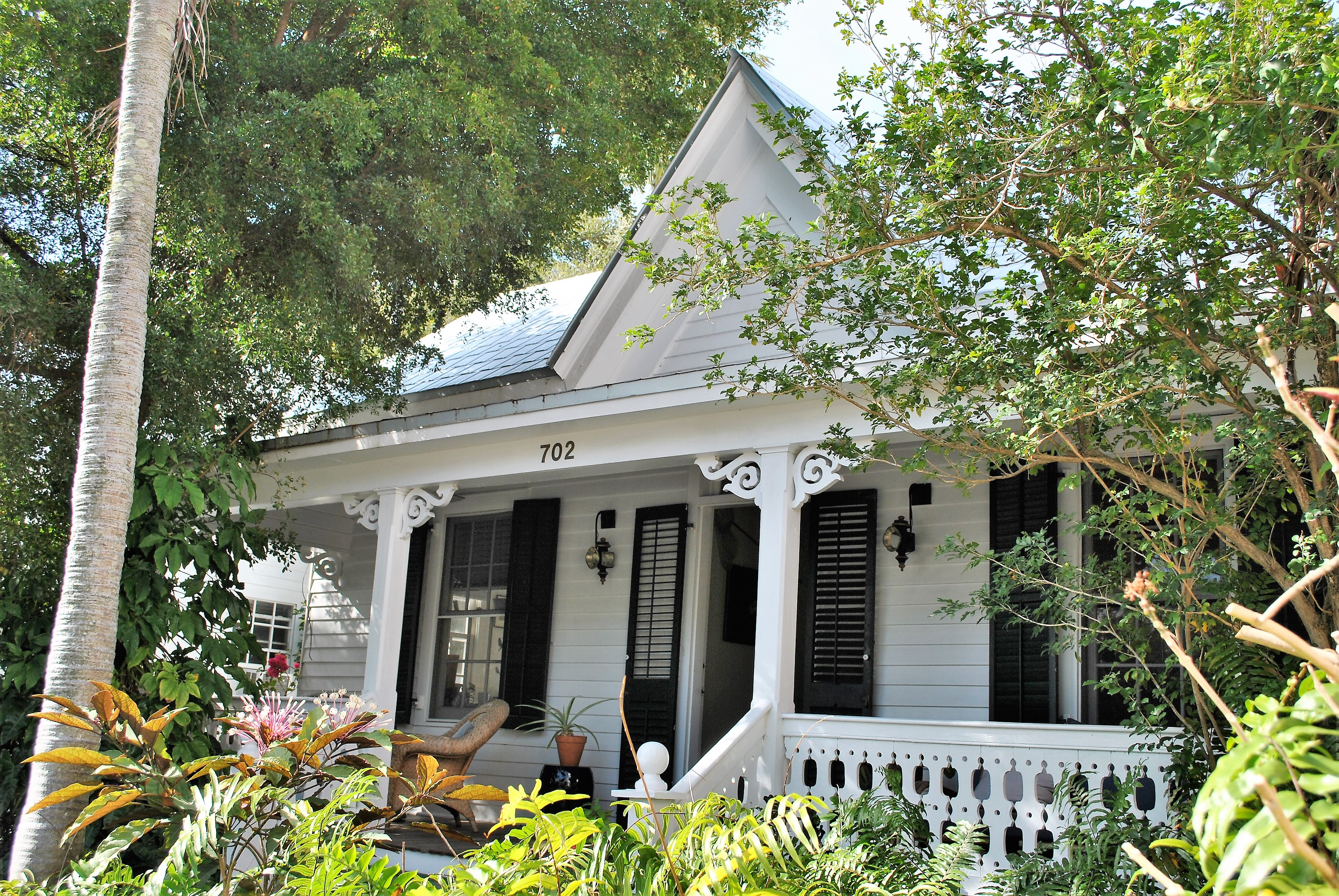
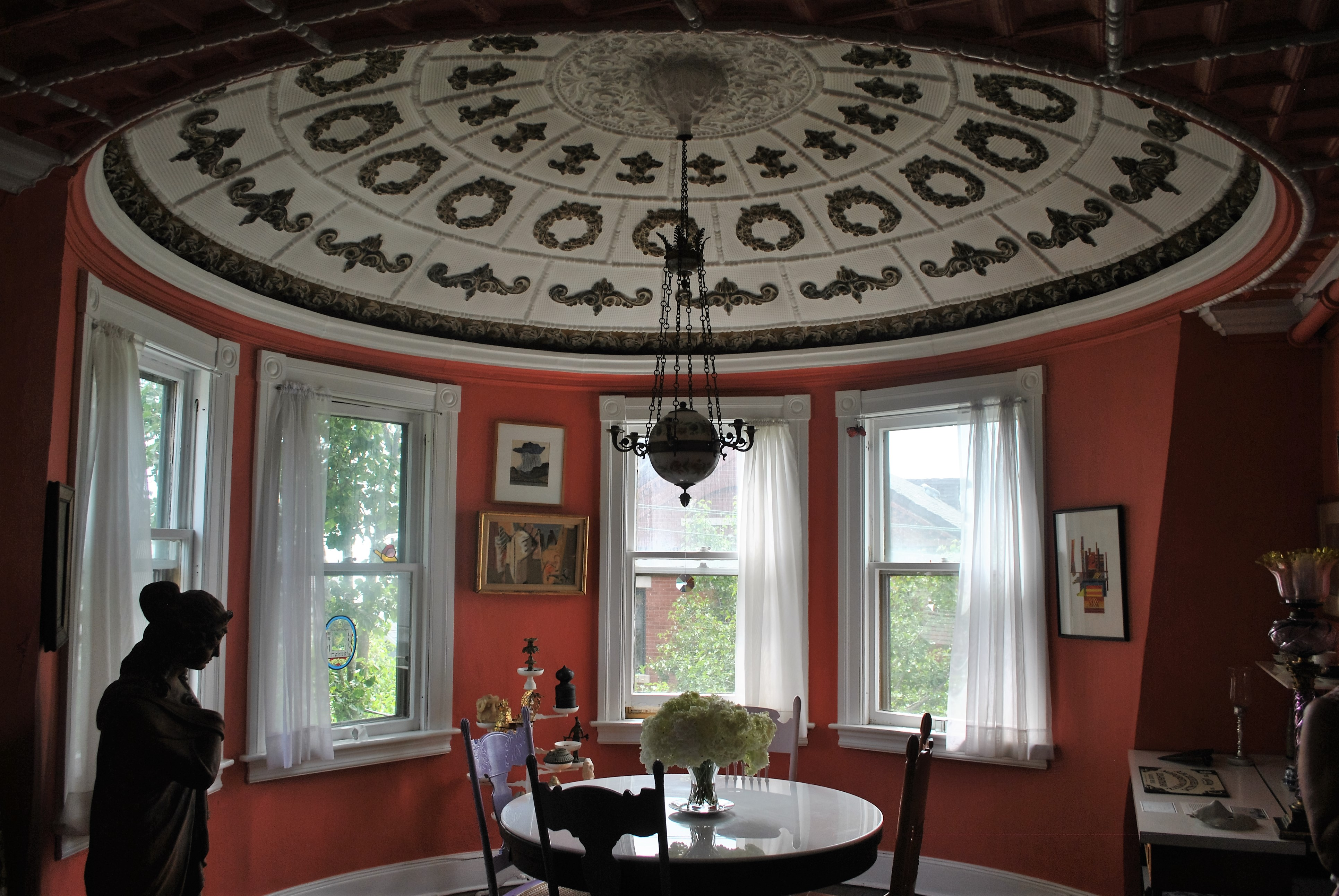
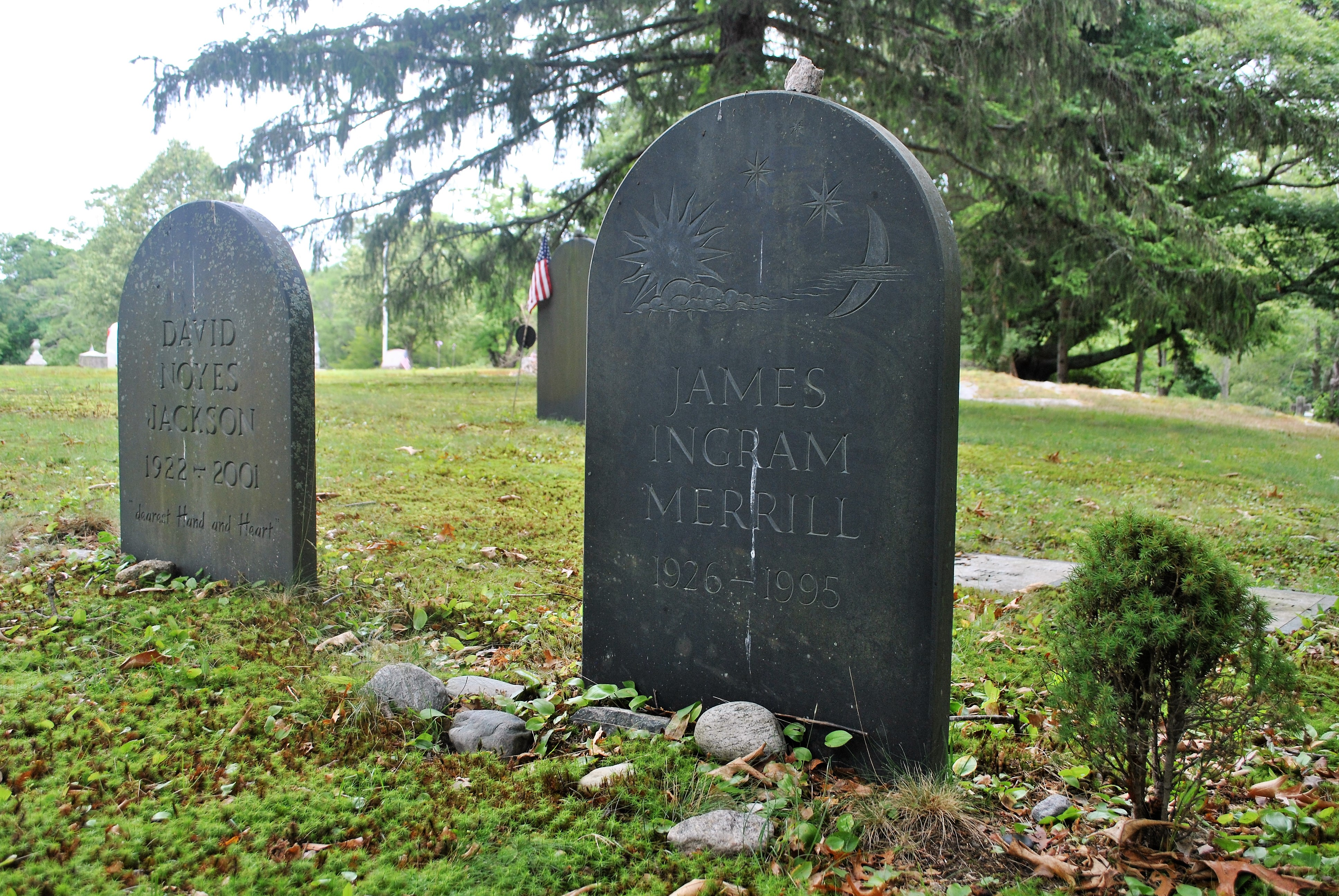

## روابط خارجية
- جيمس ميريل على موقع الموسوعة البريطانية (الإنجليزية)
- جيمس ميريل على موقع إن إن دي بي (الإنجليزية)
- جيمس ميريل على موقع ديسكوغز (الإنجليزية)